# Walter Müller (Soziologe)

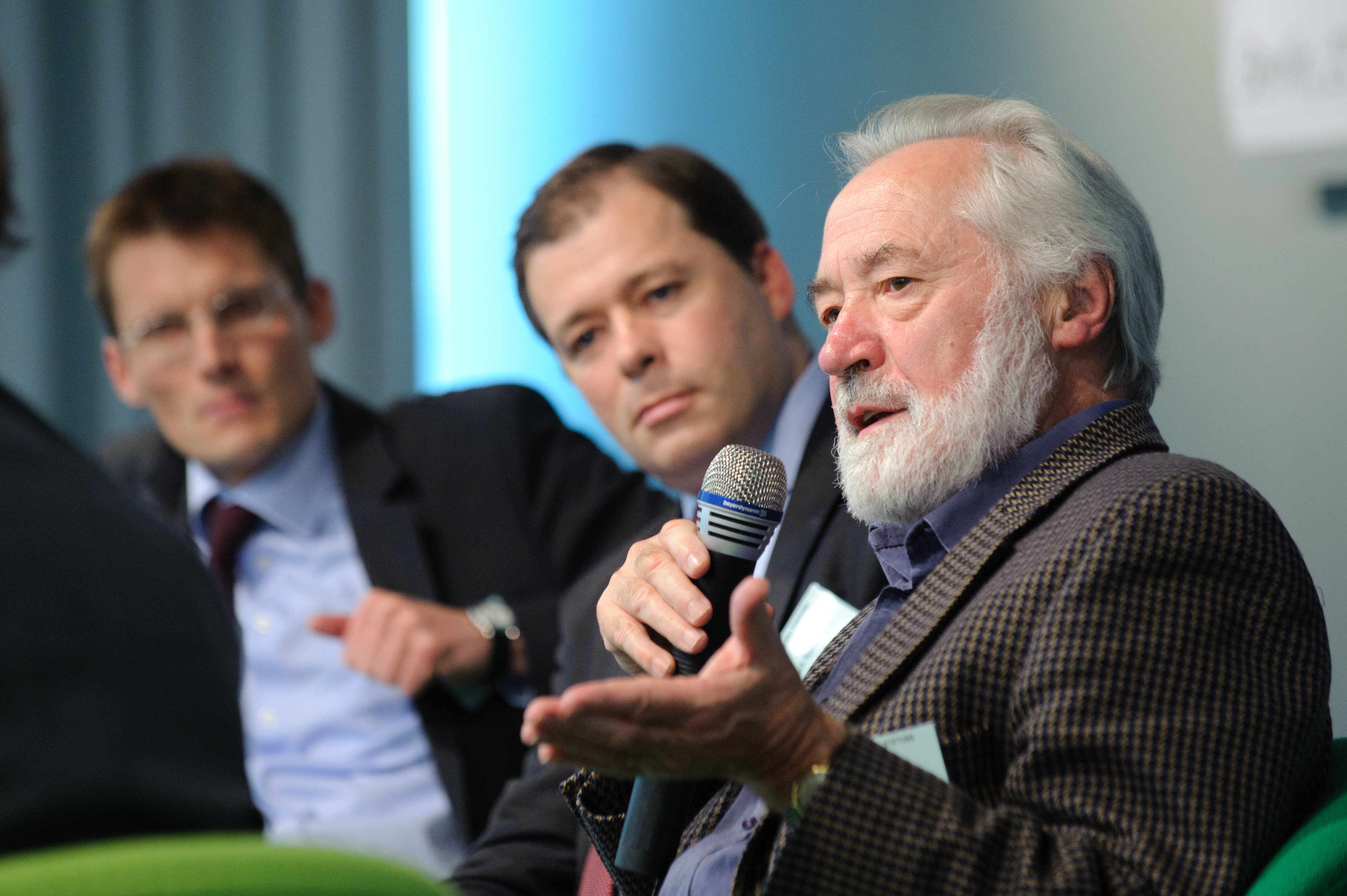
Walter Müller

Walter Müller (* 25. Januar 1942 in Twerenegg, Gemeinde Menznau) ist ein Schweizer Soziologe. Er gilt als Experte im Bereich der internationalen Bildungssysteme.
Walter Müller studierte in Löwen und an der Universität Köln und wurde 1973 an der Universität Konstanz promoviert. Nach seiner Habilitation 1979 an der Universität Mannheim wurde er dort 1980 Professor und 1982 Inhaber des Lehrstuhls für Methoden der empirischen Sozialforschung und angewandte Soziologie. 2006 wurde er emeritiert. Er war Mitbegründer und Leiter des soziologischen Arbeitsbereiches des Mannheimer Zentrums für Europäische Sozialforschung (MZES). Von 2002 bis 2005 war er Direktor des MESZ. Seit 1999 ist er Mitglied der Leopoldina und seit 2007 Mitglied der Königlich Schwedischen Akademie der Wissenschaften. Er ist Ehrendoktor der Universität Stockholm (2004) und der Universität Bern (2006).